# Récifs coralliens africains
 (octobre 2024).
Si vous disposez d'ouvrages ou d'articles de référence ou si vous connaissez des sites web de qualité traitant du thème abordé ici, merci de compléter l'article en donnant les références utiles à sa vérifiabilité et en les liant à la section « Notes et références ».
Les récifs coralliens africains sont des récifs coralliens que l’on trouve principalement le long des côtes sud et Est de l'Afrique. Les coraux de la côte Est s’étendent de la mer Rouge à Madagascar dans le Sud, et sont une ressource importante pour les pêcheurs du Kenya, de la Tanzanie et de Madagascar.

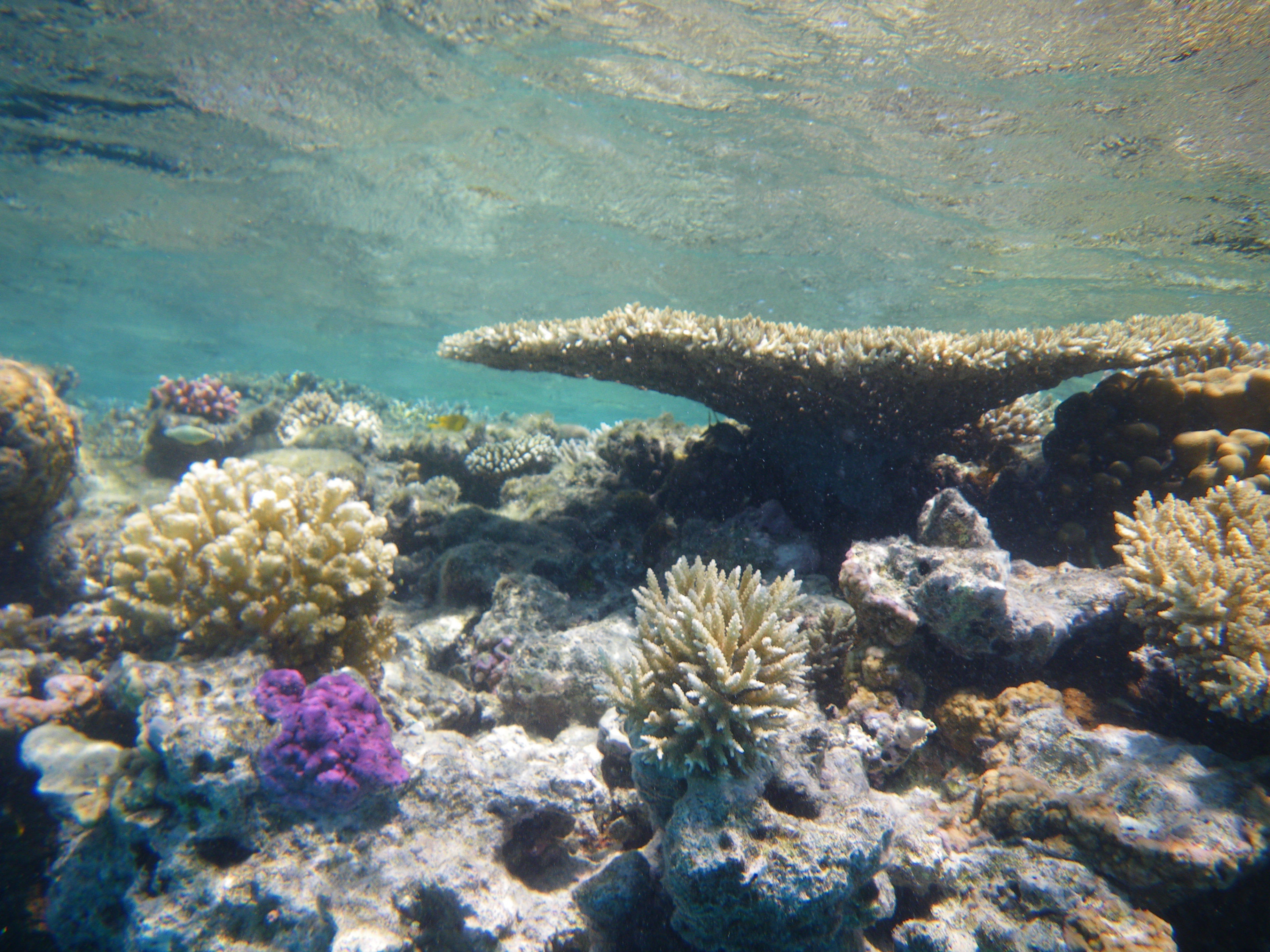
Un récif corallien en mer Rouge.

## Faune
Les récifs coralliens africains sont plus biologiquement diversifiés que l'océan environnant, et soutiennent des espèces comme la crevette mante, le mérou, les napoléons et les maxima palourdes, ainsi que de nombreuses algues et coraux.

## Climat
Sur la côte Est, les températures moyennes sont d'environ 26 °C à l'année.
La pluviométrie moyenne est la plus élevée entre janvier et avril, à environ 30 cm, étant à son plus bas au cours d’août à novembre, à environ 10 cm.

## Menaces
Il y a de multiples menaces qui pèsent sur les récifs, telle que la plongée touristique qui endommage les coraux, ou la prise d’échantillons. Il y a aussi les run-offs et les polluants industriels, eaux usées non traitées et les sédiments qui s’accroissent autour des flux migratoires dans les rivières, menaçant tous les écosystèmes côtiers.
Le récif est également menacé par le changement climatique et du phénomène 'El Nino': la température de surface de la mer a augmenté entre 1997 et 1998, tuant 90 pour cent des coraux sur les récifs,.
CORDIO (qui s'occupe de la dégradation des récifs coralliens dans l'océan Indien) a mis en place un Orient AfriCan task force pour contrôler la barrière de corail.